# 沙楠包站
沙楠包站（音素換寫：S̄t̄hānī s̄nām pêā，皇家轉寫：Sathani Sanam Pao，發音：[sā.tʰǎː.nīː sā.nǎːm pâw]）位於泰國首都曼谷拍耶泰縣拍鳳裕庭路，為曼谷BTS素坤逸線上的一座車站，車站編號為N4。

## 鄰近地點
- 琶亞泰第二醫院（Phayathai Second Hospital）
- 泰國第5台（Royal Thai Army Radio and Television Channel 5）
- 耶區大廈（Yakult Building）
- SM Tower：37層商業大廈

## 外部連結
- 曼谷集體運輸系統（架空電車）的官方網站
- 琶亞泰醫院的官方網站 （页面存档备份，存于）
- 泰國第5台的官方網站 （页面存档备份，存于）